# Fiscale valkuil
Een fiscale valkuil is in het Belgische fiscaal stelsel een specifieke situatie waarbij het, door een combinatie van factoren, bijzonder onaantrekkelijk is om te werken of meer te gaan werken.
Men kent twee zo'n valkuilen:
Werkloosheidsvalwanneer het voor iemand onaantrekkelijk is om uit de werkloosheid te treden, omdat het extra inkomen dat hij verdient door te werken grotendeels wordt wegbelast;
Promotievalwanneer het onaantrekkelijk is om promotie te maken of meer te werken, omdat het extra inkomsten grotendeels wordt wegbelast.
Om deze twee valkuilen weg te werken, voerde de regering-Michel I de taxshift in. Op Vlaams niveau is er sprake van het invoeren van de jobbonus.